# وزارة التغير المناخي والبيئة (الإمارات)
وزارة التغير المناخي والبيئة هي وزارة إتحادية في دولة الإمارات العربية المتحدة، تتمثل مهامها في وضع الخطط والاستراتيجيات والسياسات في مجالات البيئة والتنمية الزراعية والحيوانية والسمكية ومكافحة التصحر والحفاظ على التنوع البيولوجي. تأسست الوزارة عام 2016.

## تاريخ
بدأت مسيرة العمل البيئي في دولة الإمارات بتأسيس اللجنة العليا للبيئة في عام 1975، والتي تغير مسماها إلى الهيئة الاتحادية للبيئة في عام 1993 ثم إلى وزارة البيئة والمياه عام 2006، وفي عام 2016 إضيف ملف التغير المناخي إلى مهام الوزارة فأصبحت تعرف بإسم وزارة التغير المناخي والبيئة.

## المهام
تهتم وزارة التغيّر المناخي والبيئة بحماية البيئة والحفاظ على تنوعها البيولوجي وذلك عن طريق مجموعة واسعة من البرامج والمبادرات الخاصة كبرنامج خارطة الإمارات الذكية لرأس المال الطبيعي، تحديث خارطة المواقع الهامة للطيور في الدولة، تطوير الخطة الوطنية للمحافظة على السلاحف البحرية وأسماك القرش وإطلاق مشروع السياحة البيئية "كنوز الطبيعة في الإمارات".
كما تسعى الوزارة إلى المحافظة على البيئة المستدامة عبر الاهتمام بالمحميات الطبيعية لتقليل انبعاثات ثاني أكسيد الكربون وغازات الدفيئة الأخرى.

## مشاريع ومبادرات

### كنوز الطبيعة في الإمارات
أطلقت وزارة التغير المناخي والبيئة، المشروع الوطني للسياحة البيئية تحت مسمى «كنوز الطبيعة في الإمارات» ويضم حوالي 205 مواقع موزعة على ما بين 50 محمية طبيعية، و27 مزرعة سياحية، و24 حديقة طبيعية، و40 موقعاً طبيعياً موزعاً ما بين المنتجعات الطبيعية والفنادق، والمواقع الأثرية والتاريخية مثل الموقع الأثري في جزيرة صير بني ياس في أبوظبي، وقلعة فلج المعلا في أم القيوين، ومنتجع شيراتون شاطئ الجميرا في دبي، وغيرها الكثير، و47 موقعاً طبيعياً للغوص، إضافة إلى 17 سوقاً بيئية شعبية.

## قائمة الوزراء
| # | شاغل المنصب              | بداية المنصب   | نهاية المنصب   | رئيس مجلس الوزراء     |
| - | ------------------------ | -------------- | -------------- | --------------------- |
| 1 | راشد أحمد بن فهد         | 13 مارس 2013   | 10 فبراير 2016 | محمد بن راشد آل مكتوم |
| 2 | ثاني بن أحمد الزيودي     | 10 فبراير 2016 | 5 يوليو 2020   | محمد بن راشد آل مكتوم |
| 3 | عبد الله بلحيف النعيمي   | 5 يوليو 2020   | 26 سبتمبر 2021 | محمد بن راشد آل مكتوم |
| 4 | مريم بنت محمد المهيري    | 26 سبتمبر 2021 | 6 يناير 2024   | محمد بن راشد آل مكتوم |
| 5 | آمنة بنت عبد الله الضحاك | 6 يناير 2024   | حتى الآن       | محمد بن راشد آل مكتوم |

## تشريعات
أصدرت وزارة التغير المناخي والبيئة القرار رقم (138) لسنة 2023 في شأن تنظيم تداول مركبات الكربون الهيدروفلورية (HFCs) في الدولة، بهدف تنظيم تداولها ومنع إطلاقها في الجو وذلك انطلاقاً من مسؤوليتها في إيجاد الحلول وفرض اللوائح والتنظيمات للحد من التغيرات المناخية والارتقاء بجودة الهواء والحفاظ على البيئة،.

## الجوائز البيئية في الإمارات
أطلقت دولة الإمارات خلال الأعوام الماضية العديد من الجوائز البيئية المحلية والدولية،بهدف دعم ثقافة الاستدامة والحفاظ على البيئة ومن أهمها:
- "جائزة زايد للاستدامة" من أبرز الجوائز العالمية في مجال الطاقة المتجددة والاستدامة .
- جائزة زايد الدولية للبيئة تُمنح لدعم الإسهامات الرائدة في مجال البيئة.
- جائزة حميد بن راشد الدولية للاستدامة
- جائزة حمدان بن زايد البيئية تمنح لتحفيز المبادرات البيئية
- جائزة الإمارات للطاقة تهدف إلى لتعزيز ممارسات ترشيد استهلاك الطاقة.

بالإضافة إلى:
- جائزة البيئة للطفل
- جائزة الإمارات لإدارة الطاقة (ISO 50001)
- جائــزة الإمارات التقديرية للبيئـة
- جائزة الشارقة للوعي البيئي
- جائزة الشارقة للاستدامة

## وصلات خارجية
الموقع الرسمي لوزارة التغير المناخي والبيئة